# Kanton Échirolles
Échirolles is een kanton van het Franse departement Isère. Het kanton maakt deel uit van hey arrondissement Grenoble. Het heeft een oppervlakte van 15,14 km² en telt 47.585 inwoners in 2018, dat is een dichtheid van 3143 inwoners/km².
Het kanton Échirolles werd opgericht bij decreet van 18 februari 2014, met uitwerking op 22 maart 2015 en omvat 3 gemeenten.
Van 1973 tot 1985 bestond dit kanton ook al, met dezelfde gemeenten.
- Bresson
- Échirolles
- Eybens